# Saturnia maroccana
Saturnia maroccana är en fjärilsart som beskrevs av Jules Leon Austaut 1894. Saturnia maroccana ingår i släktet Saturnia och familjen påfågelsspinnare. Inga underarter finns listade.